# Adjuvant
Als Adjuvanten (von lat. adjuvare, „unterstützen“) bezeichnete man die nach der Reformation in den evangelischen Kirchen tätigen Laienmusiker. In den Städten verstärkten sie die vom Kantor geleiteten Schülerchöre. Vor allem in Sachsen und Thüringen erlangten die aus Adjuvanten bestehenden Chöre und Instrumentalgruppen besondere Bedeutung im Musikleben ländlicher Regionen. Sie sind mit den heutigen Kirchen- und Posaunenchören vergleichbar und können – mit Einschränkung – als deren Vorläufer bezeichnet werden.
Im 18. und 19. Jahrhundert wurden mitunter auch Hilfslehrer als Adjuvanten bezeichnet.
Insbesondere in Mitteldeutschland gab es selbst in den kleinsten Dörfern Kantoreien, deren Mitglieder Adjuvanten genannt wurden. Es waren in der Regel Knaben und Männer, allerdings rechnet z. B. Michael Altenburg in seinen Kompositionen auch mit einem „Jungfernchor“.
Die Erfurter Musikforscherin Helga Brück fand bereits in einer Erfurter Zeitung nach 1800 die Aussage: „Thüringen war die Wiege der deutschen Musik“. Quellen, die die Adjuvantentradition belegen, sind u. a. die Udestedter Adjuvantenchronik, die von etwa 1660 bis nach 1750 reicht, Kirchenbücher, Kommunikantenlisten und andere Dokumente aus dem Erfurter Raum. Bereits vor 1600 herrschte dort demnach eine reiche kirchenmusikalische Blütezeit.
Untersuchungen für das Dorf Udestedt bei Erfurt für die Zeit von vor 1600 bis nach 1730 ergaben, dass etwa zehn Prozent der männlichen Bevölkerung Blattsingen beherrschte und ein Streich- oder Blasinstrument spielte, so dass jeden Sonntag eine andere Kirchenmusik erklingen konnte. Dies entsprach den Möglichkeiten der großen Stadtkirchen. Auch bei geselligen Zusammenkünften wurde von diesen Fähigkeiten Gebrauch gemacht. Das Repertoire stand dem in Städten gebräuchlichen in nichts nach.
Aus den Reihen der Adjuvanten gingen auch Komponisten hervor. Die musikalische Praxis führte offenbar dazu, dass einige Adjuvanten Gehörtes oder Mitgesungenes aus dem Gedächtnis in Partitur niederschreiben konnten. Dabei wurden allerdings oft Fehler in der Stimmführung notiert.
Die bisherigen Forschungen zeigen das Auftreten dieses musikalisch weltweit einmaligen Phänomens auf dem Gebiet Erfurts mit seinen 80 Dörfern. Dieselbe Praxis muss sich schon früh in das Gothaische ausgebreitet haben. Im Osten, in Kursachsen konnte sie jedoch nicht nachgewiesen werden. Wie sich u. a. aus den Forschungen von Konrad Küster ergibt, gab es auch im Bereich der Nordseeküste einen ähnlichen Einsatz von Adjuvanten in der Kirchenmusik. Hier sind das Land Hadeln im Herzogtum Lauenburg und Dithmarschen in Herzogtum Schleswig zu nennen.
In Goldbach bewahrte das Adjuvantenarchiv unter anderem einen kompletten Jahrgang mit Kantaten von Georg Philipp Telemann aus dem Besitz des Kantors Johann Georg Metz in Tambach, der 1746/47 von der Kirchgemeinde Goldbach angekauft worden war. Seit 2012 wird der Notenbestand des Adjuvantenarchivs Goldbach vom Hochschularchiv der Hochschule für Musik Franz Liszt Weimar verwahrt und erschlossen.
In Siebenbürgen gab es noch bis in die 1980er Jahre in jedem Dorf mit sächsischer, meist evangelischer Bevölkerung eine Blaskapelle, genannt die Adjuvanten. Diese begleiteten kirchliche Hochfeste, ebenso wie die Trauergemeinde zum Friedhof, bei Beerdigungen. Die Adjuvanten spielten aber auch zur geselligen Unterhaltung auf, bei regelmäßig abgehaltenen Festen, wie z. B. zum Kronenfest an Peter und Paul, zum Rinnenfest in Schönau, aber auch zu Hochzeiten und bei Nachbarschaftstreffen.